# "∠TARGET" LIVE IN JCB HALL 2010
『"∠TARGET" LIVE IN JCB HALL 2010』（ターゲット ライブ・イン・ジェーシービー・ホールにせんじゅう）は、ポルノグラフィティのライブDVD/Blu-ray。DVD版は2011年3月9日、Blu-ray版は2011年12月21日リリース。

## 概要
- 8作目のオリジナルアルバム『∠TRIGGER』を引っ提げ、2010年5月15日から10月10日にかけて敢行された『11th ライヴサーキット “∠TARGET”』から9月28日JCBホール公演の模様を収録。
- 特典映像として、12月30・31日に桑田佳祐がライブを行う予定であった横浜アリーナで行われたアンコール公演『11th ライヴサーキット“∠TARGET” ENCORE』[1]の一部を収録。実に6年ぶりとなる年末&カウントダウンライブとなった[1]。
- ポルノグラフィティのオフィシャルサイトでは発売前（2011年3月2日）にシングル「EXIT」が発売され、初回仕様の特典として初めてスリーブケースが付属されたため、『初回仕様限定盤』と誤表記されたことをインフォメーションのニュースにて謝罪している（その後『初回生産限定盤』に修正された）。
- 2011年12月21日にBlu-ray化された。Blu-ray版はDisc枚数が1枚になっている。

初回生産限定盤（DVDのみ）
「“∠TARGET”ツアートラックレプリカ」付き。スペシャルパッケージ仕様。

## 収録内容

### DISC-1
1. ∠RECEIVER
実際のライブでは水滴が落ちる音から始まり、雨の音が徐々に強くなっていく演出があった。
2. アニマロッサ
29thシングル。ギターパートにアレンジがかかっている。
3. 君は100%
このツアー中に発表された新曲。本ライブ収録時には未発売。ツアー終了後31stシングルとしてリリースされた。
4. IN THE DARK
イントロにピアノソロが追加されている。
5. 瞳の奥をのぞかせて
ライブ当時最新の30thシングル。
6. Rainbow
ライブ当時最新の30thシングルのカップリング曲。
7. 邪険にしないで
1番のみ東京のご当地の歌詞(江戸弁)で歌われている。
8. この胸を、愛を射よ
28thシングル。WOWOW放送時にはなかった映像効果がかけられている。
9. クリシェ
10. 光の矢
画面のノイズは映像効果によるもの。
ドラム&ベースソロがある。
11. ロスト
4分を超えるギターソロがある。
12. リンク
22ndシングル。
13. 今宵、月が見えずとも
27thシングル。
14. ネガポジ
コール&レスポンスがある。
15. MONSTER
Introduction 〜迫リ来ルMONSTER〜から繋がる。
晴一が使用しているギターはツアー中に購入したWashburn N3 Original davies reissuee。ヌーノ・ベッテンコート（Extreme）が「ポルノグラフィティ」のバンド名の元となったアルバム『Pornograffitti』で使用していたギターの復刻モデル。
16. ネオメロドラマティック
17thシングル。
17. ミュージック・アワー
3rdシングル。
18. ギフト 〜 ∠RECEIVER
25thシングル「ギフト」から「∠RECEIVER」の大サビに繋がり、ライブが締められる。

### DISC-2
アンコール
1. Mugen
9thシングル。
2. ハネウマライダー
20thシングル。

### 特典映像
∠TARGET ENCORE SPECIAL MOVIE
病気療養中であった桑田佳祐から借り受けた横浜アリーナで2010年12月30日と31日に開催したアンコール公演の模様を収録。
1. 2011∠2010 COUNTDOWN DOCUMENT
紅白歌合戦出演後に行った2010年12月31日公演のドキュメントとカウントダウン映像「ネガポジ」をフル収録。
リハーサル映像も若干ではあるが収録されている。
2. EXTRA TRACK "マシンガントーク"
2010年12月30日公演の「マシンガントーク」の映像をフル収録。
昭仁がモンキーダンスをする。

## サポートメンバー
- 野崎真助（ドラムス）
- 野崎森男（ベース）
- 宗本康兵（キーボード）
- NAOTO（ヴァイオリン）
- nang-chang（マニピュレート/Other Instruments）
- G-Rockets（ミュージカル）※ アンコール公演のみ

キャラクター
- DENSHOKU MAN（ライヴ・ナビゲーター）※ アンコール公演のみ